# ER315
A Estrada Regional 315 é uma estrada regional de Portugal. Localizada inteiramente no distrito de Bragança, a R315 começa em Rebordelo, no município de Vinhais (N103), passa nas proximidades de Mirandela (A4) e termina em Alfândega da Fé.
O troço entre Rebordelo e Mirandela sofreu importantes obras de requalificação em 2009–2010.

## História
No mapa de estradas de Portugal de 1926 da Vacuum Oil Company, não existia nenhuma estrada entre Rebordelo, Mirandela e Alfândega da Fé.

### Plano Rodoviário Nacional de 1945
A Estrada Regional 315 (R315) resulta da desclassificação de parte da Estrada Nacional 315 para estrada regional. A Estrada Nacional 315 (N315) foi criada pelo Plano Rodoviário Nacional de 1945. Segundo este plano, a N315 deveria começar na N103 em Rebordelo, passar por Mirandela, Alfândega da Fé, Parada e Quebradas e terminar na N221 em Lagoaça. O traçado desta estrada incluía a travessia do rio Sabor e do seu vale, entre Parada (margem direita) e Quebradas (margem esquerda).
O Plano Rodoviário Nacional de 1945 foi substituído por outro em 1985. Durante os 40 anos de vigência do Plano de 1945, a travessia do vale do Sabor nunca foi construída. Por outro lado, na margem esquerda do Sabor, a N315 foi construída de modo a ligar-se à N221 em Castelo Branco e não em Lagoaça. Com efeito, foi construído um troço da N315 entre Meirinhos e Castelo Branco, que não passava em Quebrada.
O troço Bouça–Mirandela foi construído em inícios da década de 1980. Para a travessia do rio Tuela (próximo de Mirandela) foi aproveitada a Ponte da Formigosa, uma ponte de origens medievais.

### Plano Rodoviário Nacional de 1985
O Plano Rodoviário Nacional de 1985 encurtou o comprimento da N315. Segundo este Plano, a N315 deveria ligar Alfândega da Fé (N215) a Castelo Branco (N221), troço do qual faltava construir a travessia do vale do Sabor, entre Sardão (próximo de Parada) e Meirinhos. O Plano de 1985 propôs a desclassificação para estrada municipal (M315) do troço Rebordelo–Mirandela–Alfândega da Fé da N315. O Plano Rodoviário Nacional de 1985 foi substituído por outro em 1998; durante os 13 anos de vigência do Plano de 1985 não foi construída a travessia do vale do Sabor entre Sardão e Meirinhos.

### Plano Rodoviário Nacional de 2000
Em 1998 foi aprovado o Plano Rodoviário Nacional de 2000, que substituiu o de 1985. Este Plano alterou significativamente o que estava definido para a estrada Rebordelo–Mirandela–Alfândega da Fé–Castelo Branco. Com efeito, o Plano Rodoviário Nacional de 2000 defendia que o troço Rebordelo–Mirandela–Alfândega da Fé não deveria ser desclassificado para estrada municipal, sim ser classificado como estrada regional (R315). Por outro lado, o troço Alfândega da Fé–Castelo Branco deveria ser desclassificado para estrada municipal (M315), visto que seria substituído pela projetada via rápida IC5.
A travessia do vale do Sabor (Sardão–Meirinhos) acabou por ser aberta em maio de 2004, concluindo assim a construção da estrada entre Alfândega da Fé e Castelo Branco. Este troço foi integrado no traçado do IC5, cujo resto dos lanços entre Alfândega da Fé e Miranda do Douro abriram em 2012.

### Requalificação do troço Rebordelo–Mirandela (2009–2010)
Na década de 2000, o pavimento do troço Rebordelo–Mirandela da R315 estava em muito mau estado, para o que contribuiu a falta de manutenção por parte do Estado (por exemplo, o troço Bouça–Mirandela não recebia obras de vulto desde que fora construído, em inícios da década de 1980). O excessivo tráfego de pesados agravava a situação. Já em 2000 tinha sido pedida a requalificação da R315. Em 2005 foi lançado o concurso para a elaboração do projeto de requalificação do troço Bouça–Mirandela. Na altura, o Presidente da Câmara Municipal de Mirandela José Silvano classificou a R315 como a pior estrada do distrito de Bragança. Inicialmente, a empresa Estradas de Portugal elaborou dois projetos, um para a requalificação do troço Bouça–Mirandela e outro para a requalificação do troço Rebordelo–Bouça. No entanto, a empresa acabou por os fundir num só projeto e numa só obra.
Em novembro de 2008 foi lançado o concurso público para a requalificação da R315, obra orçada em 8 milhões de euros que incluía a retificação e melhoramento do traçado. Em março de 2009, o Secretário de Estado das Obras Públicas Paulo Campos deslocou-se a Vinhais para assinar o contrato para a obra de requalificação da estrada, que também incluía o alargamento da Ponte de Formigosa sobre o rio Tuela e a construção de duas rotundas em Bouça (no lugar do cruzamento com a R206). A obra foi entregue a um consórcio que incluía a empresa Lena – Engenharia e Construções. Em junho de 2009, o deputado Adão Silva (PSD) alertou que o projeto inicial para a requalificação da R315 tinha sido significativemante alterado, com uma redução do orçamento para 5 milhões de euros. Com efeito, segundo Adão Silva, a R315 seria — de acordo com o novo projeto — alargada para apenas 6 metros (em vez de 9 metros), não haveria significativa retificação de traçado, não seriam construídas vias de aceleração e desaceleração nos cruzamentos nem espaços para as paragens de autocarros. Na sequência desta notícia, o Presidente da Câmara Municipal de Vinhais enviou uma carta à Estradas de Portugal. A Estradas de Portugal respondeu que não tinham havido alterações ao caderno de encargos, que o orçamento da obra era de 9 milhões de euros e que a R315 seria alargada para 8 metros.
A requalificação do troço Rebordelo–Mirandela da R315 decorreu entre 2009 e 2010. A estrada foi alargada e repavimentada, o cruzamento de Bouça com a R206 foi transformado num sistema de duas rotundas e foi alargado o tabuleiro da Ponte de Formigosa. Nalguns locais foram criados espaços para paragens de autocarro. Segundo a incrição feita pela Estradas de Portugal na Ponte de Formigosa, as obras de alargamento do tabuleiro desta infraestrutura foram concluídas em 2010.